# Nurt rzeki

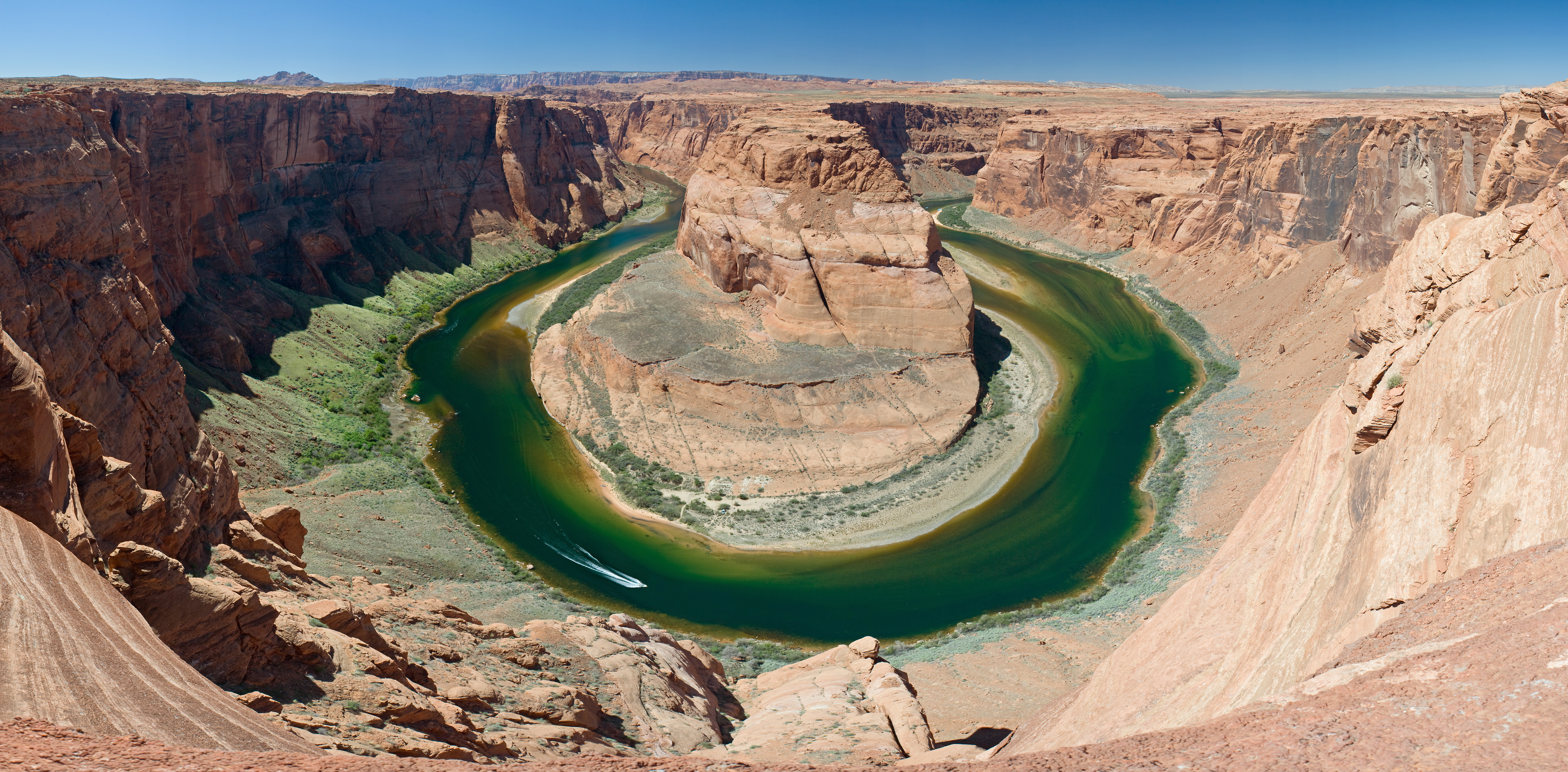
Meander Horseshoe Bend powstały pod wpływem działania nurtu rzeki Kolorado

Nurt rzeki – część masy wodnej w korycie rzeki płynąca z największą prędkością. Zwykle z powodu nierówności dna linia nurtu nie znajduje się na środku rzeki, ale przemieszcza się od brzegu wypukłego do brzegu wklęsłego. Prowadzi to do powstawania meandrów.